# Zebulon (North Carolina)
Zebulon is een plaats (town) in de Amerikaanse staat North Carolina, en valt bestuurlijk gezien onder Johnston County en Wake County.

## Demografie
Bij de volkstelling in 2000 werd het aantal inwoners vastgesteld op 4046.
In 2006 is het aantal inwoners door het United States Census Bureau geschat op 4329, een stijging van 283 (7,0%).

## Geografie
Volgens het United States Census Bureau beslaat de plaats een oppervlakte van
8,4 km², geheel bestaande uit land. Zebulon ligt op ongeveer 85 m boven zeeniveau.

## Plaatsen in de nabije omgeving
De onderstaande figuur toont nabijgelegen plaatsen in een straal van 20 km rond Zebulon.